# München villamosvonal-hálózata

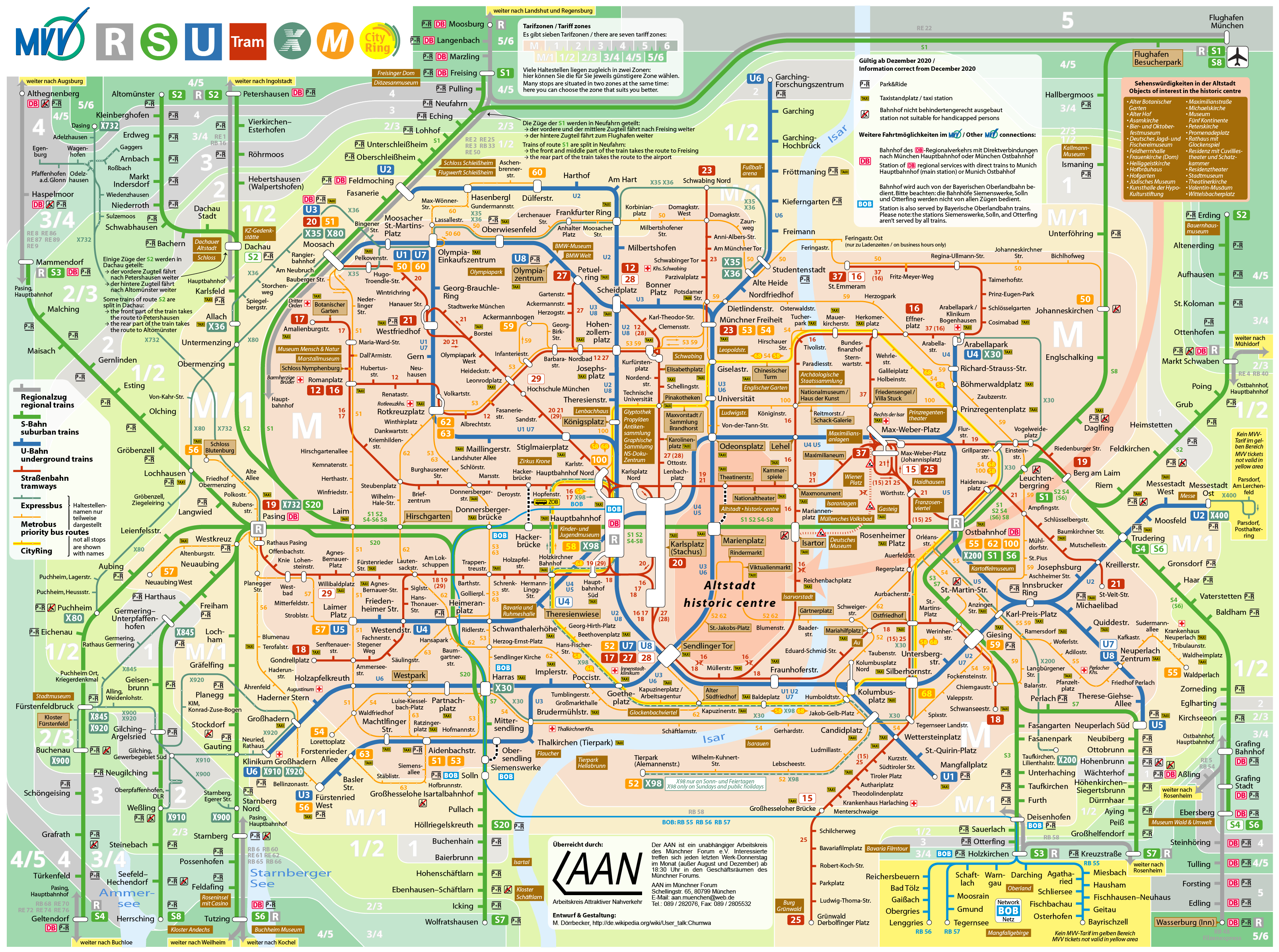
München S-Bahn, U-Bahn és villamoshálózata

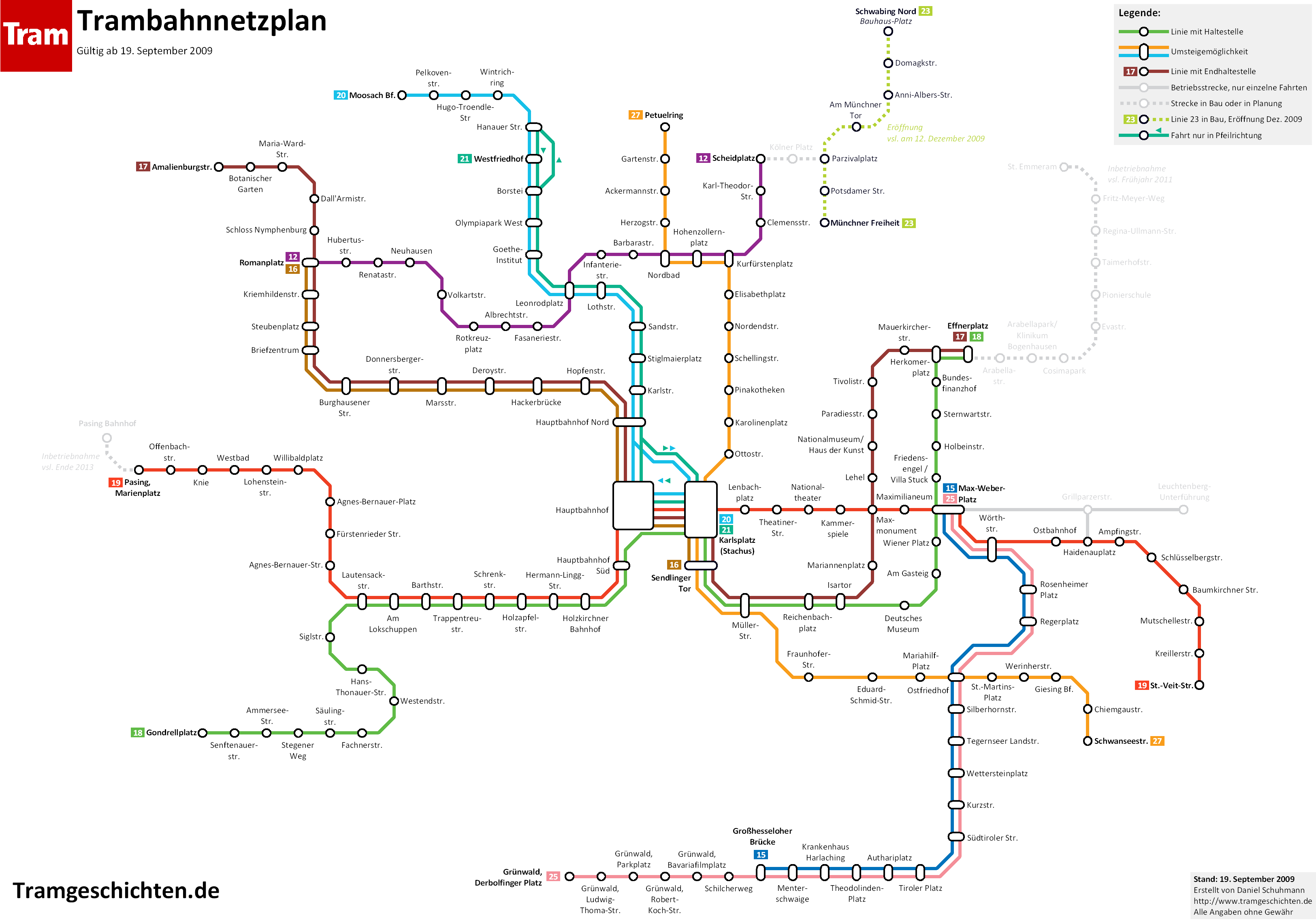
Sematikus hálózattérkép

München villamoshálózata egy nagyvárosi villamoshálózat Németországban, a bajor tartomány fővárosában, Münchenben. Hossza 80,4 km, melyen 166 megálló található. Az első vonal 1876-ban nyílt meg, akkor még mint lóvasút. Az első villamos 1895-ben indult el. Napjainkban a hálózat 13 vonalból áll. 2013-ban naponta 288 000 utast szállított. A hálózatot a Münchner Verkehrsgesellschaft üzemelteti. Közös tarifarendszer van a városi buszhálózattal, S-Bahn hálózattal és metróhálózattal. A 13 vonal közül 4-en éjszakai üzem is van.

## Járművek

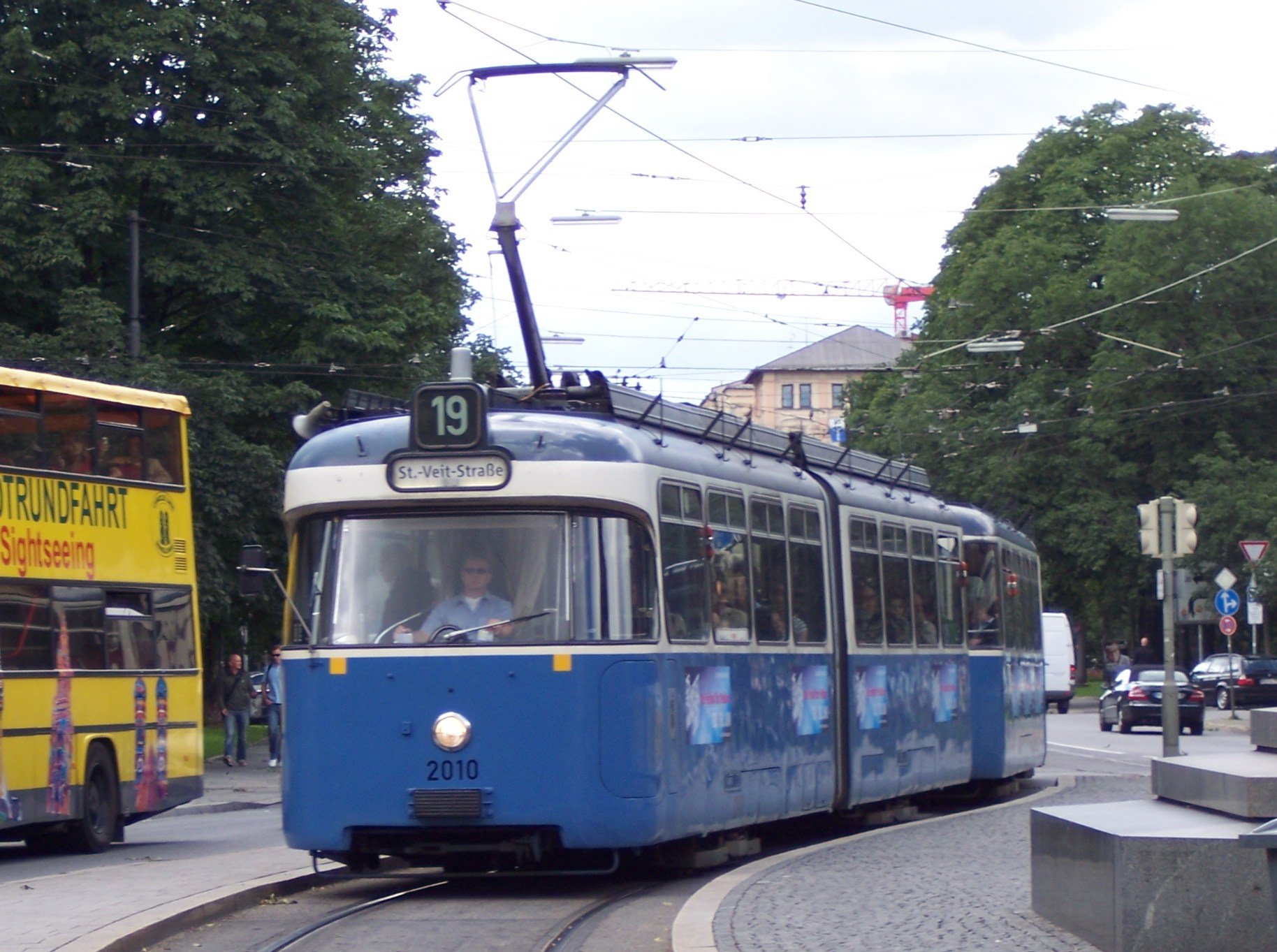
Rathgeber P3.16
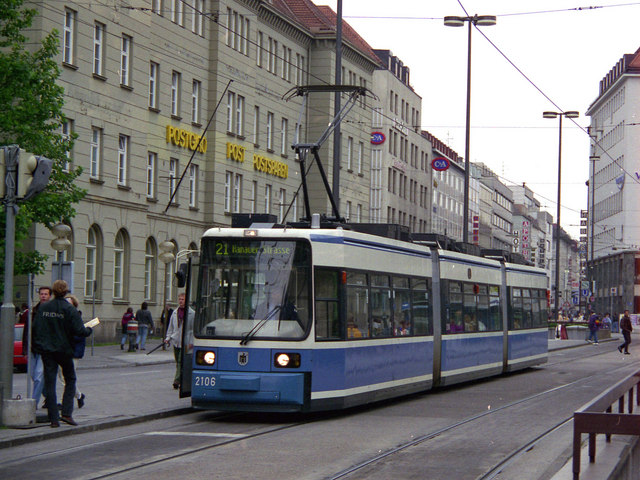
GT6N
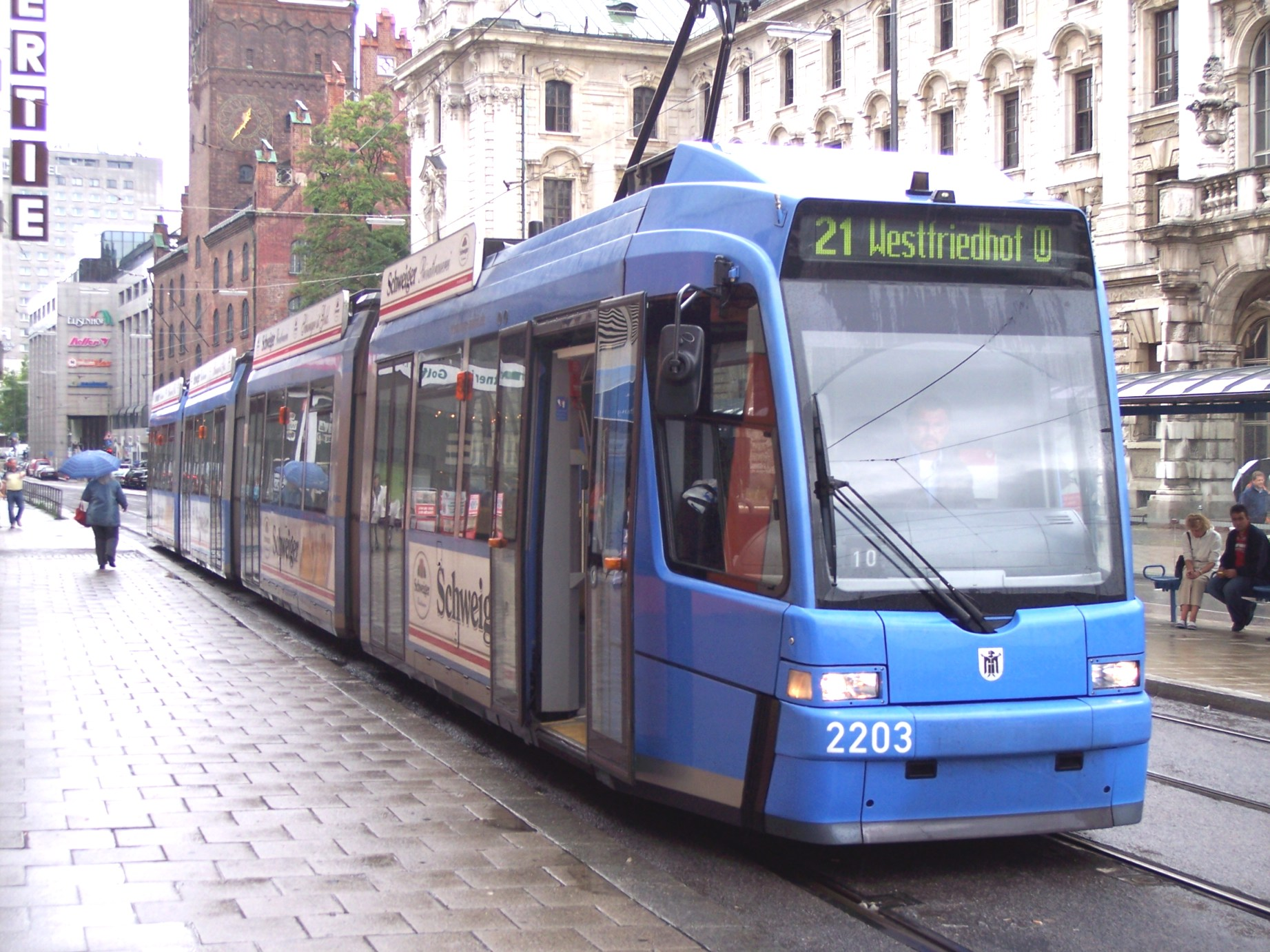
GT8N2 / R3.3
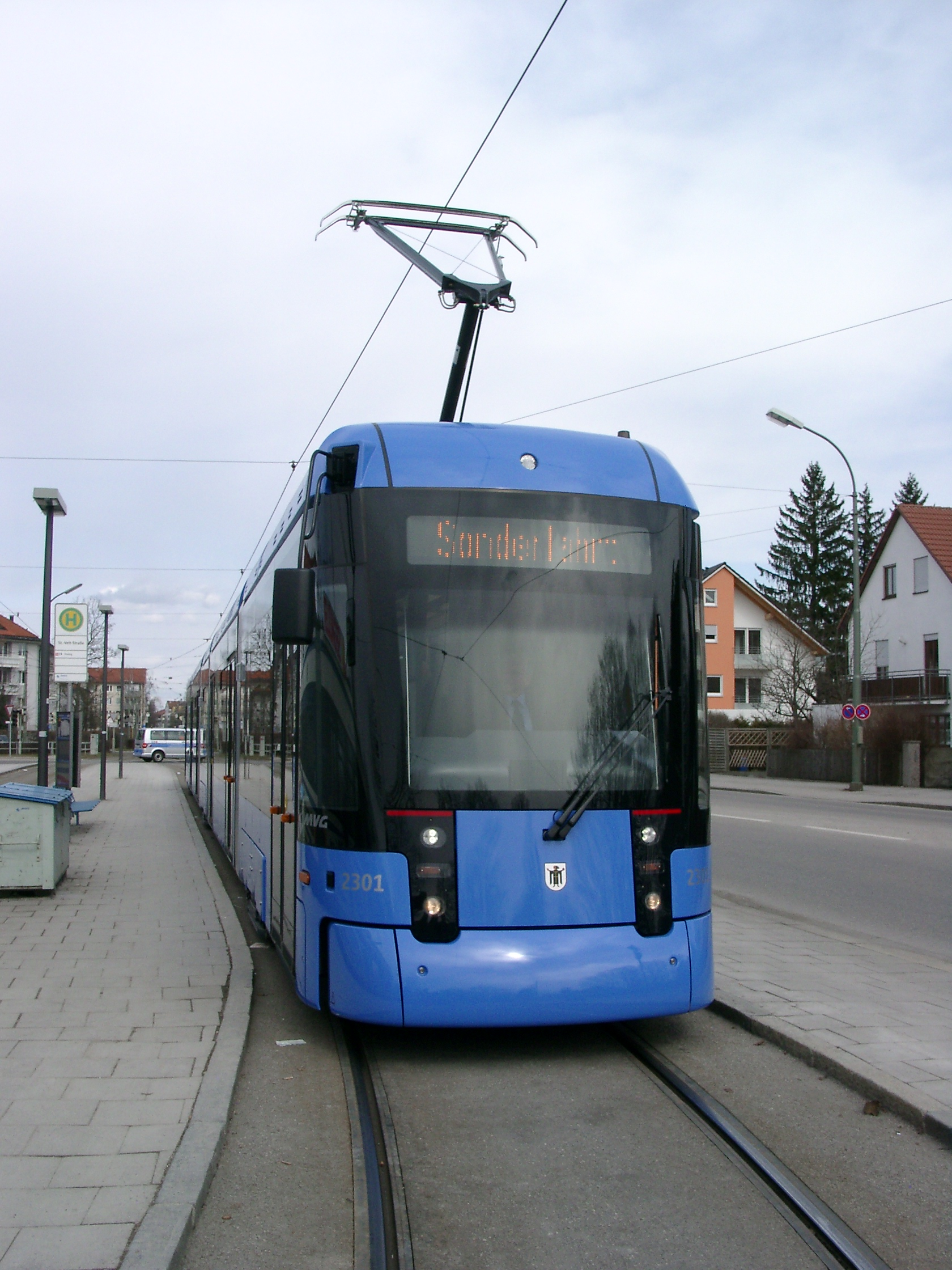
Variobahn
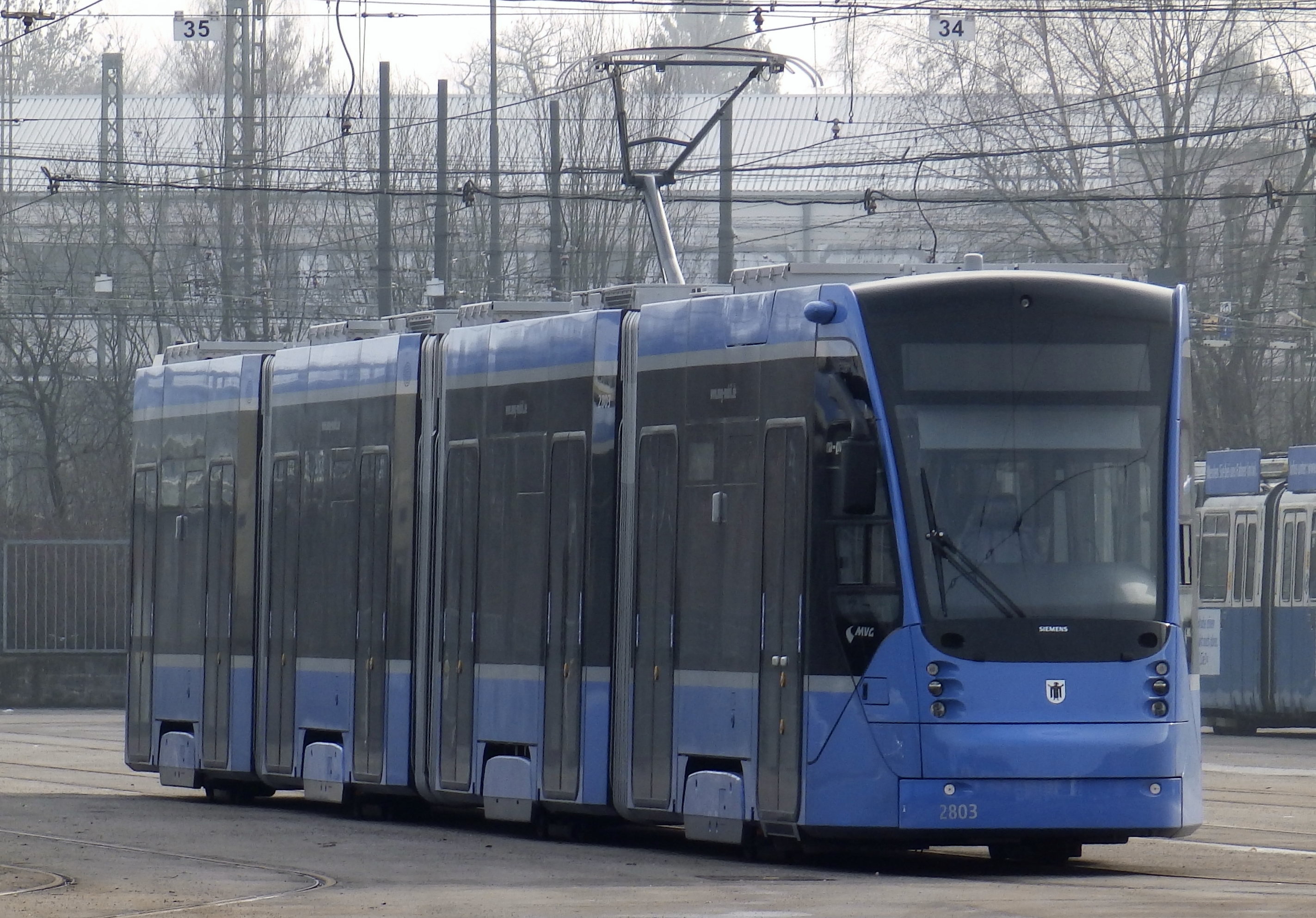
Siemens Avenio

## Vonalak
A villamosok kb. reggel 4:45-től másnap hajnali 1:30-ig járnak
| Járatszám | Útvonal | Megállók száma | Menetidő | Járatsűrűség                                      |
| --------- | --- | -------------- | -------- | ------------------------------------------------- |
|           | Scheidplatz – Hohenzollernplatz – Leonrodplatz – Rotkreuzplatz – Romanplatz | 17             | 21 perc  | 10 perc, későn 20 perc                            |
|           | Max-Weber-Platz – Rosenheimer Platz – Ostfriedhof – Silberhornstraße – Wettersteinplatz – Großhesseloher Brücke (Megerősítése a -ös járatnak) | 16             | 24 perc  | 20 perc                                           |
|           | Romanplatz – Donnersbergerstraße – Hackerbrücke – Hauptbahnhof – Sendlinger Tor | 36             | 48 perc  | 10 perc / későn 20 perc                           |
|           | Amalienburgstraße – Romanplatz – Donnersbergerstraße – Hackerbrücke – Hauptbahnhof – Karlsplatz (Stachus) – Sendlinger Tor – Mariahilfplatz – Ostfriedhof – Giesing Bahnhof – Schwanseestraße                                                          | 29             | 35 perc  | 10 perc / későn 20 perc                           |
|           | Gondrellplatz – Westendstraße – Lautensackstraße – Trappentreustraße – Hauptbahnhof Süd – Karlsplatz (Stachus) – Sendlinger Tor – Isartor – Max-Weber-Platz – Herkomerplatz – Effnerplatz (-St. Emmeram, csak csúcsidőben és iskolai tanítási napokon) | 32             | 41 perc  | 10 perc / későn 20 perc                           |
|           | Pasing Bahnhof – Willibaldplatz – Fürstenrieder Straße – Lautensackstraße – Trappentreustraße – Hauptbahnhof – Karlsplatz (Stachus) – Theatinerstraße – Maxmonument – Maximilianeum – Max-Weber-Platz – Ostbahnhof – Kreillerstraße – St.-Veit-Straße  | 36             | 52 perc  | 10 perc / későn 20 perc                           |
|           | Moosach Bahnhof – Westfriedhof – Leonrodplatz – Hauptbahnhof – Karlsplatz (Stachus) | 16             | 20 perc  | 10 perc / későn 20 perc                           |
|           | Westfriedhof – Leonrodplatz – Hauptbahnhof – Karlsplatz (Stachus) (Megerősítése a -as járatnak) | 13             | 15 perc  | 10 perc (HVZ zusätzliche Fahrten)                 |
|           | Hochschule München – Stiglmaierplatz – Hauptbahnhof – Karlsplatz (Stachus) (Megerősítése a -as járatnak) | 8              | 9 perc   | 10 perc (csak hétfőtől péntekig tanítási napokon) |
|           | Münchner Freiheit – Potsdamer Straße – Parzivalplatz – Am Münchner Tor – Anni-Albers-Straße – Domagkstraße – Schwabing Nord | 7              | 8 perc   | 7,5 - 10 perc / későn 20 perc                     |
|           | Max-Weber-Platz – Rosenheimer Platz – Ostfriedhof – Silberhornstraße – Wettersteinplatz – Großhesseloher Brücke – Grünwald, Derbolfinger Platz | 22             | 32 perc  | 8-12 perc / későn 20 perc                         |
|           | Petuelring – Hohenzollernplatz – Karolinenplatz – Karlsplatz (Stachus) – Sendlinger Tor | 15             | 19 perc  | 7-8 / 10 perc / későn 20 perc                     |
|           | Scheidplatz – Kurfürstenplatz – Karolinenplatz – Karlsplatz (Stachus) – Sendlinger Tor | 12             | 16 perc  | 10 perc (Csak hétfőtől szombatig)                 |

### Éjszakai járatok
Münchenben négy éjszakai villamosjárat is üzemel:
- Amalienburgstr. - Romanplatz - Steubenplatz - Hackerbrücke - Hauptbahnhof - Karlsplatz (Stachus) - Sendlinger Tor - Isartor - Max-Weber-Platz - Herkomerplatz - Effnerplatz (Amalienburgstraße - Romanplatz wie ; Romanplatz - Effnerplatz wie )
- Ugyanaz, mint a
- Ugyanaz, mint a
- Petuelring - Nordbad - Kurfürstenplatz - Karolinenplatz - Karlsplatz (Stachus) - Sendlinger Tor - Fraunhoferstr. - Mariahilfplatz - Ostfriedhof - Silberhornstr. - Wettersteinplatz - Südtiroler Platz - Großhesseloher Brücke